# 3650 Kunming
3650 Kunming este un asteroid din centura principală, descoperit pe 30 octombrie 1978.